# NGC 6080
NGC 6080 (również PGC 57509 lub UGC 10268) – galaktyka spiralna (Sab), znajdująca się w gwiazdozbiorze Węża. Odkrył ją Lewis A. Swift 30 marca 1887 roku.